# Liban aux Jeux olympiques d'été de 2024
Le Liban participe aux Jeux olympiques de 2024 à Paris. Il s'agit de sa 19e participation à des Jeux olympiques d'été.
Le nageur Simon Douelhy et la taekwondoïste Laetitia Aoun (en) sont les porte-drapeaux de la délégation libanaise.

## Nombre d’athlètes qualifiés par sport
Voici la liste des qualifiés et sélectionnés libanais par sport (remplaçants compris) :
| Sport                                 | Hommes | Femmes | Total |
| ------------------------------------- | ------ | ------ | ----- |
| Athlétisme                            | 1      | -      | 1     |
| Escrime                               | 1      | -      | 1     |
| Judo                                  | 1      | -      | 1     |
| Sports aquatiques • Natation sportive | 1      | 1      | 2     |
| Taekwondo                             | -      | 1      | 1     |
| Tennis                                | 2      | -      | 2     |
| Tennis de table                       | -      | 1      | 1     |
| Tir                                   | -      | 1      | 1     |
| Total                                 | 6      | 4      | 10    |

## Résultats

### Athlétisme

#### Hommes
Le Libanais Noureddine Hadid aurait dû participer à l'épreuve du 100 m masculin mais il a été arrêté, le 4 juillet 2024, à l'aéroport de Beyrouth, car considéré comme déserteur par l'armée libanaise. Malgré un demande de la Fédération libanaise d'athlétisme, l'armée a maintenu l'interdiction pour Hadid de concourir. Il s'agit de la première fois que le Liban n'a pas de participants en athlétisme aux Jeux olympiques depuis ceux de 1996,.

### Escrime
| Athlète        | Compétition        | 1/32 de finale     | Seizièmes de finale | Huitièmes de finale | Quarts de finale | Demi-finales / Classement | Finale / Classement | Rang |
| Athlète        | Compétition        | Adversaire Score   | Adversaire Score    | Adversaire Score    | Adversaire Score | Adversaire Score          | Adversaire Score    | Rang |
| -------------- | ------------------ | ------------------ | ------------------- | ------------------- | ---------------- | ------------------------- | ------------------- | ---- |
| Philippe Wakim | Fleuret individuel | Chen Défaite 13-15 | Éliminé             | Éliminé             | Éliminé          | Éliminé                   | Éliminé             | 37e  |

### Judo
| Athlète           | Compétition    | 1er tour               | 2e tour             | Quart de finale     | Demi-finale         | Repêchage           | Finale / CB         | Rang    |
| Athlète           | Compétition    | Adversaire Résultat    | Adversaire Résultat | Adversaire Résultat | Adversaire Résultat | Adversaire Résultat | Adversaire Résultat | Rang    |
| ----------------- | -------------- | ---------------------- | ------------------- | ------------------- | ------------------- | ------------------- | ------------------- | ------- |
| Caramnob Sagaipov | Moins de 90 kg | Ivanov Défaite 00 - 01 | Éliminé             | Éliminé             | Éliminé             | Éliminé             | Éliminé             | Éliminé |

### Natation
| Athlète       | Épreuve          | Séries  | Séries | Demi-finales | Demi-finales | Finale  | Finale  |
| Athlète       | Épreuve          | Temps   | Rang   | Temps        | Rang         | Temps   | Rang    |
| ------------- | ---------------- | ------- | ------ | ------------ | ------------ | ------- | ------- |
| Simon Doueihy | 100 m nage libre | 50 s 10 | 42e    | Éliminé      | Éliminé      | Éliminé | Éliminé |

| Lynn El Hajj | 100 m brasse | 1 min 10 s 27 | 31e | Éliminée | Éliminée | Éliminée | Éliminée | Éliminée | Éliminée |

### Taekwondo
| Athlète       | Compétition    | Éliminatoires             | Quart de finale             | Demi-finale                     | Repêchage           | Finale / CB             | Rang |
| Athlète       | Compétition    | Adversaire Résultat       | Adversaire Résultat         | Adversaire Résultat             | Adversaire Résultat | Adversaire Résultat     | Rang |
| ------------- | -------------- | ------------------------- | --------------------------- | ------------------------------- | ------------------- | ----------------------- | ---- |
| Laetitia Aoun | Moins de 57 kg | Lo Chia-ling Victoire 2-0 | Miljana Reljiḱ Victoire 2-0 | Nahid Kiyanichandeh Défaite 0-2 | Exemptée            | Skylar Park Défaite 0-2 | 4e   |

### Tennis
| Joueur          | Compétition | 1/32e de finale           | 1/16e de finale                       | 1/8e de finale      | Quarts de finale    | Demi-finales        | Finale / MB         |
| Joueur          | Compétition | Adversaire Résultat       | Adversaire Résultat                   | Adversaire Résultat | Adversaire Résultat | Adversaire Résultat | Adversaire Résultat |
| --------------- | ----------- | ------------------------- | ------------------------------------- | ------------------- | ------------------- | ------------------- | ------------------- |
| Benjamin Hassan | Messieurs   | Eubanks Victoire 6-4, 6-2 | Sebastián Báez Défaite 2-6, 6-3, 63-7 | Éliminé             | Éliminé             | Éliminé             | Éliminé             |
| Hady Habib      | Messieurs   | Alcaraz Défaite 3-6,1-6   | Éliminé                               | Éliminé             | Éliminé             | Éliminé             | Éliminé             |

| Joueurs                    | Compétition | 1/16e de finale                 | 1/8e de finale       | Quarts de finale     | Demi-finales         | Finale / MB          |
| Joueurs                    | Compétition | Adversaires Résultat            | Adversaires Résultat | Adversaires Résultat | Adversaires Résultat | Adversaires Résultat |
| -------------------------- | ----------- | ------------------------------- | -------------------- | -------------------- | -------------------- | -------------------- |
| Benjamin Hassan Hady Habib | Messieurs   | Ebden / Peers Défaite 65-7, 2-6 | Éliminé              | Éliminé              | Éliminé              | Éliminé              |

### Tennis de table
| Athlète(s) (n° de tête de série) | Compétition | Tour préliminaire      | 1er tour            | 2e tour             | 3e tour             | 4e tour             | Quart de finale     | Demi-finale         | Finale / MB         | Rang |
| Athlète(s) (n° de tête de série) | Compétition | Adversaire(s) Score    | Adversaire(s) Score | Adversaire(s) Score | Adversaire(s) Score | Adversaire(s) Score | Adversaire(s) Score | Adversaire(s) Score | Adversaire(s) Score | Rang |
| -------------------------------- | ----------- | ---------------------- | ------------------- | ------------------- | ------------------- | ------------------- | ------------------- | ------------------- | ------------------- | ---- |
| Mariana Sahakian (67)            | Simple      | Lily Zhang Défaite 4-0 | Éliminé             | Éliminé             | Éliminé             | Éliminé             | Éliminé             | Éliminé             | Éliminé             | 67e  |

### Tir
| Tireuses   | Compétition     | Qualification | Qualification | Finale  | Finale  |
| Tireuses   | Compétition     | Points        | Rang          | Points  | Rang    |
| ---------- | --------------- | ------------- | ------------- | ------- | ------- |
| Ray Bassil | Fosse olympique | 114           | 21e           | Éliminé | Éliminé |